# Solms-laubachia pumila
Solms-laubachia pumila là một loài thực vật có hoa trong họ Cải. Loài này được (Kurz) Dvořák miêu tả khoa học đầu tiên năm 1972.